# Telesto (mitologija)
Telesto (grč. Τελεστώ, Telestó) u grčkoj mitologiji morska je nimfa (nimfa hladnih izvora), Okeanova i Tetidina kći. Nekoć je postojala i istoimena Muza, poslije zaboravljena.

## Etimologija
Telestino grčko ime znači "uspjeh".